# Andersen Dowa: Ningyo Hime
Andersen Dowa: Ningyo Hime (アンデルセン童話 にんぎょ姫?) o La Princesa Sirena es una película de anime japonés, basada en el cuento de Hans Christian Andersen de La sirenita. Dirigida por Tomoharu Katsumata, dibujada por Shingo Araki y distribuida por Toei Anime. 
Estrenada en 25 de febrero de 1975 en Japón, fue doblada al español latinoamericano y el castellano bajo el título de La Pequeña Sirenita o La Pequeña Sirenita de los Mares.
Editada en DVD en los Estados Unidos y también en Japón, sin embargo con muchas escenas que sufren de la censura y mucha controversia debido a la portada en la cual no aparecen los mismos personajes y muchas veces es confundida con la versión de 1992 de Golden Films. Buena Vista Home Vídeo, ha restaurade la película en una versión sin censura y en doblaje castellano.

## Sinopsis
La película empieza en la ciudad de Dinamarca donde la narradora cuenta de las maravillas de esta ciudad mostrando imágenes de las personas que habitan en ese lugar. Nos muestran una estatua de Hans Christian Andersen donde de repente se refleja el mar y la cámara va acercándose hasta que empieza la animación como entrando al fondo del agua en el hogar de la sirenita Marina junto con la melodía de fondo de "Akogare". De repente aparece Marina junto a Fritz y empiezan a nadar hasta llegar a la casa de Marina. En ese momento una tempestad comienza y se puede ver a la bruja del mar intentando deshacerse de Fritz y Marina, sin embargo estos llegan a salvo al hogar de Marina. Marina entra y se puede ver a sus hermanas, estas le dicen que si se sigue comportando como una niña la abuela jamás le dará la rosa con la perla que es una especie de "pasaporte" para salir a la superficie. 
A la mañana siguiente las hermanas se encuentran listas para subir a la superficie, Marina intenta ir con ellas pero la abuela no se lo permite con la excusa de que aun es muy pequeña, Marina se encuentra muy triste cuando llega Fritz y le lleva a que vea un magnífico barco hundido, en ese lugar Marina encuentra una estatua con forma de humano y queda enamorada de la forma de los humanos y expresa su deseo por subir a la superficie, Fritz le dice que si van tarde nadie los verá y podrán escapar del castillo. En la noche Marina y Fritz convencen a una ballena de que los deje pasar desde el fondo de su boca de esta manera nadie los ve y logran subir a la superficie. Marina se siente muy feliz cuando llega un barco y se sienta a verlo desde un iceberg en eso sale el príncipe con un gran parecido a la estatua que Marina había encontrado en el barco, Marina se enamora pero una terrible tempestad hace que el barco se hunda. 
Marina, desesperada, rescata al príncipe, este la ve por un momento pero enseguida cierra los ojos, Marina lo lleva hasta la playa donde, con sus lágrimas, él se hidrata pero aun esta inconsciente cuando de repente unas muchachas están por ahí y Marina decide esconderse, el príncipe cree que la muchacha que lo despertó es su salvadora a lo que Marina le rompe el corazón. El padre de Marina le regaña severamente por haberle desobedecido, sin embargo Fritz le contó a la abuela que Marina había rescatado a un humano durante una tormenta y propone la idea de que se le deje subir a la superficie junto con sus hermanas. Al día siguiente se celebra la ceremonia del gran acontecimiento y su padre le coloca la rosa con la perla a Marina que refleja que ya es una adulta, esta canta "Mateitta Hito" hasta llegar en donde esta la estatua del príncipe y decide ir con la bruja del mar para convertirse en humana, Fritz intenta detenerla pero es en vano. Para llegar a la casa de la bruja hay que atravesar un bosque de serpientes, Marina casi queda atrapada ahí pero Fritz le rescata. La bruja del mar le dice que le puede conceder su deseo pero a cambio le dará su hermosa voz, y si no consigue el amor del príncipe todo el sacrificio será en vano y se convertirá en espuma de mar al día siguiente. Marina acepta y la bruja crea la pócima mágica con su propia sangre, Fritz le pide a Marina que no lo haga pero esta no le escucha y solo sigue a su corazón subiendo a la superficie para una dolorosa transformación en una chica humana al haberse bebido la pócima mágica de la bruja del mar. 
A la mañana siguiente el príncipe encuentra a Marina tirada en la playa y decide ayudarla, la sirvienta le pone ropas y luego el príncipe intenta preguntarle de donde viene pero esta no puede hablar. El príncipe y Marina se hacen grandes amigos y el príncipe la aprecia mucho, sin embargo un gato encuentra a estos dos como enamorados y le va a decir a la madre del príncipe, esta engaña al príncipe haciéndole creer que esta enferma pero en realidad es para separarlos. Cuando el príncipe conoce a la chica con la que sus padres habían decidido casarle se da cuenta de que es la que cree que le salvó la vida y acepta con todo gusto casarse con ella. Marina esta sumamente triste y llama a Fritz para dar su última despedida, pero este niega la posibilidad de que Marina muera y se va llorando. A las pocas horas Marina entiende que su frío destino se acerca cuando escucha a sus hermanas desde el mar, baja rápido para verlas más de cerca, cuando de repente ve que han perdido su cabello, esto es porque se lo han dado a la bruja del mar a cambio de un puñal con el que Marina debe matar al príncipe, y, cuando su sangre caliente toque sus piernas se convertirán en una cola de sirena. Marina se acerca al cuarto donde el príncipe está durmiendo con su esposa, sin embargo por más que lo intenta no puede matarlo porque lo ama demasiado, decidida a morir se aproxima al mar donde se quita su prendedor de rosa que anteriormente le había dado su padre y tira el puñal pero este crea un fuerte ruido al tocar el agua lo cual despierta al príncipe el que va corriendo y ve cómo Marina está a punto de tirarse al agua, éste intenta detenerla pero ella se tira al mar donde se convierte en burbujas que van flotando en el aire, al ver el prendedor el príncipe recuerda aquella vez que vio a Marina como sirena mientras le rescataba de la tormenta y se da cuenta de que es su verdadera salvadora pero ya es muy tarde. Fritz sigue las burbujas pronunciando el nombre de Marina gritos, de ahí se refleja la estatua de La Sirenita de Copenhague mientras la narradora expresa la posibilidad de que Marina haya regresado al mar o que haya quedado en el cielo dejándolo como un mito.

## Doblaje Original (Japonés)
- Fumie Kashiyama ... Marina
- Mariko Miyagi ... Fritz el Delfín
- Taro Shigaki ... Príncipe
- Kosei Tomita ... Duke la ballena
- Hidekatsu Shibata ... Rey
- Ichiro Nagai ... Chambellan
- Kaneta Kimotsuki ... Cangrejo
- Haruko Kitahama ... Bruja del Mar
- Kazuko Sawada ... Jemmy el gato
- Rihoko Yoshida ... Princesa de Suomi
- Kazuko Sugiyama ... Hermana de Marina
- Nana Yamaguchi ... Madre del Príncipe
- Miyoko Aso... Abuela de Marina

## Doblaje español
| - Pilar Santigosa ... Marina - Eloísa Mateos ... Fritz el Delfín - Eduardo Jover ... Príncipe - Fernando Nogueras ... Rey de las sirenas - Pedro Sempson ... Chambellan - Mari Ángeles Herranz ... Bruja del Mar - José Carabias ... Jemmy el gato - Delia Luna ... Hermana de Marina 1 - Carolina Montijano ... Hermana de Marina 2 - Delia Luna ... Madre del Príncipe - Ana Díaz Plana ... Abuela de Marina - José Ángel Juanes ... Narrador | - Xus Romero ... Marina - Amparo Mayor ... Fritz el Delfín - Eduardo Borja ... Duke la ballena - Juli Mira ... Rey de las sirenas - Empar Brisa ... Bruja del Mar - María José Peris ... Princesa de Suomi - Mabel Jiménez ... Madre del Príncipe - Marina Navarro ... Abuela de Marina - Isabel Requena ... Narrador |

## Doblaje español latinoamericano
- Cristina Camargo ... Marina
- Diana Santos ... Fritz el Delfín
- Blas García ... Rey, Cangrejo, padre del Príncipe
- Esteban Siller ... Chambellan
- María Santander ... Bruja del Mar
- Francisco Colmenero ... Jemmy el gato
- Patricia Acevedo ... Princesa de Suomi
- Araceli de León ... Hermana de Marina
- Maru Guzmán ... Hermana de Marina
- Rocío Garcel ...  Narradora

## Personajes
- Marina Es la princesa sirena del reino bajo el mar y es también la hija menor del rey de los mares. Es una dulce y hermosa sirena de 16 años con el cabello rubio, también es muy reconocida por su bella voz para canta. Siempre tuvo el sueño de ir a conocer la superficie como sus hermanas mayores, y cuando lo hace ella queda perdidamente enamorada de un príncipe que rescata en la playa, y está dispuesta a darlo y a sacrificarlo todo por él, aunque él no se la quiera realmente.

- Príncipe Es muy valiente en combate. A él siempre no le gusto los matrimonios arreglados, principalmente porqué solo quiere casarse con la chica lo salvó de una muerte en el naufragio en el mar. Él creyó que la princesa Suomi fue su salvadora y acabó casándose con ella, pero no obstante al final de la película se enterará de la verdad y se dará cuenta de que Marina fue su verdadera salvadora y no la princesa de Suomi como él pensaba y que cuando lo descubre ya es demasiado tarde por completo.

- Princesa de Suomi Es la princesa de un reino cercano con el cabello negro, ella encontró inconsciente al príncipe en la playa y ella lo cuida. Por esto el príncipe creyó que ella era su salvadora y no Marina, aunque no obstante su verdadera salvadora era Marina, y acepta casarse con ella abandonando por completo y dejándole el corazón roto a Marina.

- Fritz Es una cría de delfín azul y el mejor amigo de Marina. Él también es muy curioso sobre la superficie, pero no tanto como Marina. Resulta que él quiere mucho a Marina, sin embargo ella ignora los sentimientos de Fritz. Luego de que Marina se transformara en una chica humana (perdiendo su voz para siempre una vez Marina hubiese bebido la poción mágica de la bruja del mar para convertirse en una chica humana) y pasando varios meses viviendo con el príncipe, Fritz empezó a extrañarla y a preocuparse por ella, al pasar tanto tiempo sin estar con ella.

- Bruja del mar Ella no es mala ya que no le interesa lastimar a alguien, solo que es demasiado temible en el océano. Resulta que ayuda a los demás y solo para conseguir lo que ella quiera, aun así advierte a los demás de las consecuencias de sus actos con pocas probabilidades de oportunidad. Ella hace el trato con Marina para convertirse en una chica humana a cambio de su voz, también le da la oportunidad de salvarse matando al príncipe con un puñal mágico para así volver a convertirse de nuevo en una sirena y regresar al mar, aunque ésta rechaza la oportunidad por completo.

- Jemmy El gato siamés mascota del familia real, y el antagonista principal (aunque no hay antagonistas en el libro original, y el príncipe no tenía un gato mascota en el libro original). Cuando apenas conoció a Marina, ya sentía un gran odio y desconfianza hacía ella, solo que ninguno lo sabía. Él, ocasionalmente, intentó matarla al llamar la atención de una manada de hambrientos lobos, pero el príncipe la salvó matando a todos los caninos dejando furioso a Jemmy, pero aún más determinado a separarlos a los dos. Aunque es un gato, Jemmy puede hablar con los humanos, esto es evidente cuando le promete al sirviente del rey (quién también quería que el príncipe se casará con la princesa de Suomi y no con Marina) a separarlos y cuando él les advierte el rey y la reina sobre la situación. Al final, los crueles planes de Jemmy fueron exitosos.

## Canciones
- Akogare (Eres mi admiración): Canción de Kumiko Osugi, Letra de Tokiko Iwatani, Música y arreglo por Takekuni Hirayoshi

- Matteita Hito (Eres tú): Canción de Kumiko Osugi y People, Letra de Tokiko Iwatani, Música y arreglo por Takekuni Hirayoshi